# 湯顕祖
- 湯顕祖
- 湯顯祖

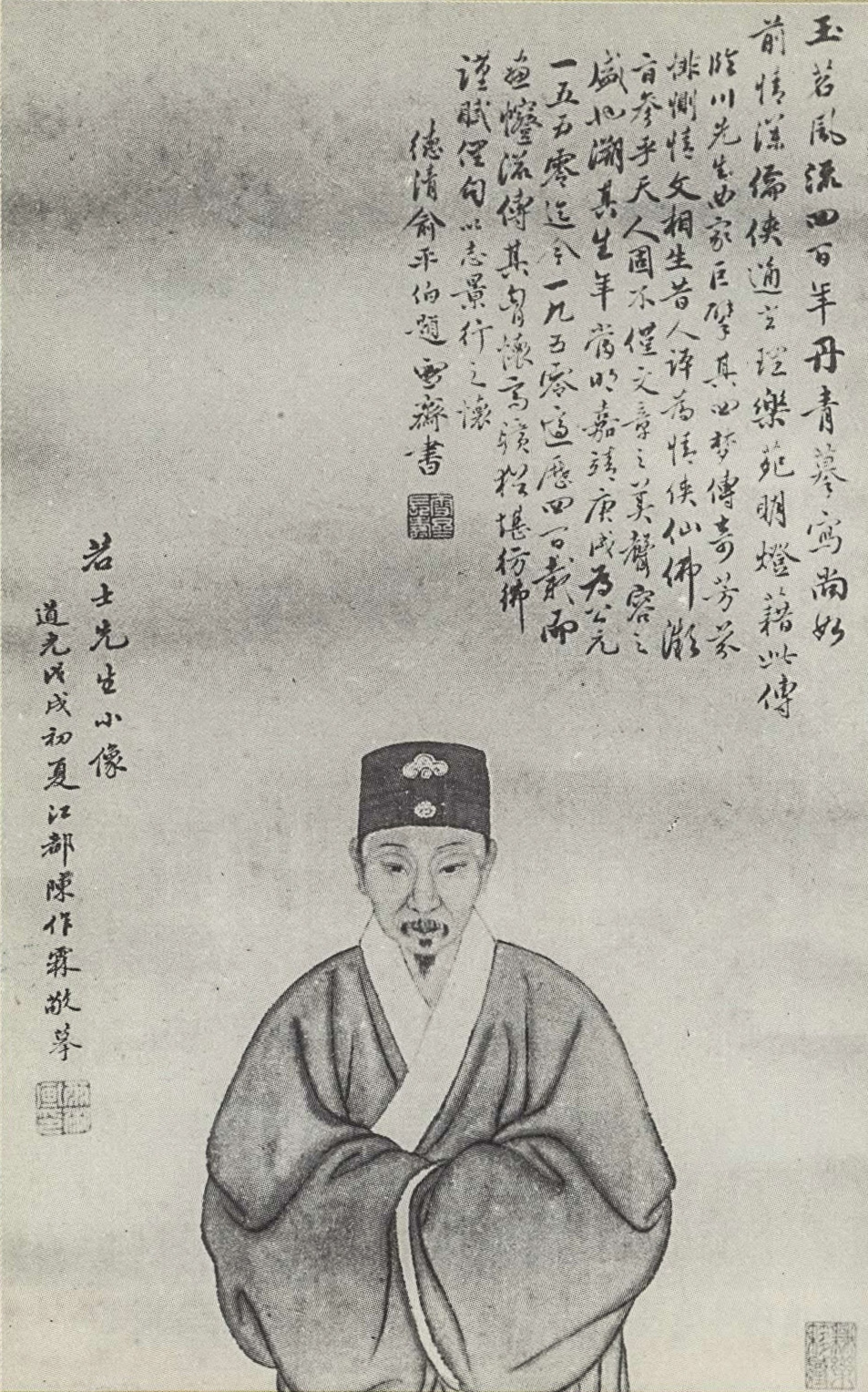

湯 顕祖（とう けんそ、1550年9月24日（嘉靖29年8月14日） - 1616年7月29日（万暦44年6月16日））は、中国明代の劇作家。字は義仍（）。号は海若、若士、清遠道人。南京太常寺博士、礼部主事を歴任した。
シェイクスピアとほぼ同時期を生き、「中国のシェイクスピア」とも呼ばれる。湯顕祖の戯曲は当時の崑劇の曲律に合わないため歌いにくく、レーゼドラマと見なされることもある。湯顕祖自身も演じやすさより文学的効果のほうにこだわったらしく、「演者の喉を切っても構わない」と言ったと伝えられる。

## 生涯
嘉靖29年（1550年）8月14日、撫州府臨川県で生まれた。父は湯尚賢。祖父は湯懋昭。
若い頃から文名が高く、1570年に数え年21歳で科挙の郷試に合格した。しかし時の宰相・張居正と対立したことから会試には合格できなかった。合格したのは張居正没後の1583年になってからだった。
1584年に南京の太常寺博士に就任した。当時南京では王世貞を中心として古文辞を尊崇する運動が盛んだったが、湯顕祖はこの運動に反対した。
1591年、「論輔臣科臣疏」を提出して宰相の申時行らを弾劾したことから雷州半島の徐聞県の典吏に左遷された。1年半後の1593年に許されて浙江省処州府の遂昌県の知県に任命されたが、当時の宦官による銀山の私物化の害に反対して1598年（万暦26年）官職を辞し、郷里の臨川に寓居『玉茗堂』を構えた。

## 代表作
湯顕祖の書いた4作の戯曲はいずれも夢を題材にしているため、「玉茗堂四夢」と呼ばれる。中でも『還魂記』は明代後期の伝奇の代表作とされる。
- 紫釵記（1586-87年ごろ完成）- 唐の伝奇小説『霍小玉伝』にもとづく。
- 還魂記（牡丹亭とも呼ばれる。1592年完成）
- 南柯記（1606年完成）- 唐の伝奇小説『南柯太守伝』にもとづく。
- 邯鄲記（1606-07年ごろ完成）- 唐の伝奇小説『枕中記』にもとづく。

ほかに『紫釵記』と同じく『霍小玉伝』にもとづく初期の戯曲に『紫簫記』がある。